# Lądowisko Zakopane-LPR
Lądowisko Zakopane-LPR – lądowisko sanitarne w Zakopanem, w województwie małopolskim, położone przy ul. Kamieniec 10. Przeznaczone jest do wykonywania startów i lądowań śmigłowców sanitarnych i ratowniczych w dzień i w nocy o dopuszczalnej masie startowej do 5700 kg.
Zarządzającym lądowiskiem jest Samodzielny Publiczny Zakład Opieki Zdrowotnej Lotnicze Pogotowie Ratunkowe w Zakopanem. W roku 2014 zostało wpisane do ewidencji lądowisk Urzędu Lotnictwa Cywilnego pod numerem 298.